# 布达佩斯南站

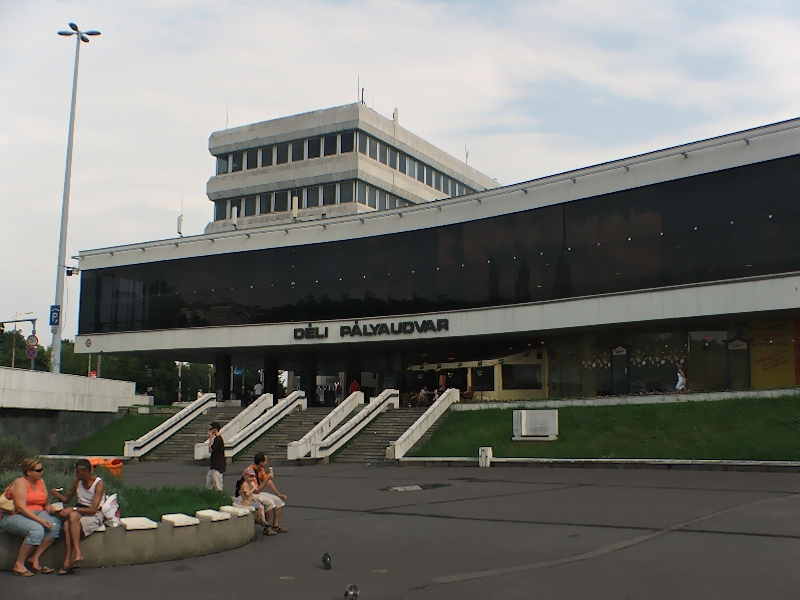
布达佩斯南站

布达佩斯南站（匈牙利語：Budapest-Déli pályaudvar），匈牙利布达佩斯市的一个火车站，位于布达佩斯第一区。该站于1861年建成使用，二战中遭受破坏。车站大楼的地下设有地铁站，该地铁站为布达佩斯地铁2号线的西端站，于1972年建成使用。